# Carabodes globiger
Carabodes globiger är en kvalsterart som beskrevs av Balogh 1970. Carabodes globiger ingår i släktet Carabodes och familjen Carabodidae. Inga underarter finns listade.